# Simpang Tungkal
Simpang Tungkal is een bestuurslaag in het regentschap Musi Banyuasin van de provincie Zuid-Sumatra, Indonesië. Simpang Tungkal telt 5811 inwoners (volkstelling 2010).